# 도습
도습은 판소리에 사용되는 음악 기법의 하나로 노래로 짜여 있는 소리(창)와 말로 엮어가는 아니리의 중간 형태를 가리킨다. 혹은 '도섭'이라고도 한다.
소리 반, 말 반이라 하고 ‘창조’라고도 한다. 이것은 말의 리듬과 음의 높낮이는 갖추어져 있지만 일정한 박자의 틀에 담겨 있지는 않다. 따라서 도습은 자유스런 속도에 불규칙적인 리듬으로 짜여 있는 것이 보통이다.